# Ted Post
Pour les articles homonymes, voir Post.
Ted Post (Théodore Ian Post) est un réalisateur américain né le 31 mars 1918 à Brooklyn, dans l'État de New York (États-Unis), et mort le 20 août 2013 à Santa Monica, en Californie (États-Unis).

## Filmographie

### Comme réalisateur
- 1956 : Sneak Preview (série télévisée)
- 1956-1963 : Gunsmoke (série télévisée)
- 1956 : The Peacemaker (en)
- 1957 : Richard Diamond, Private Detective (série télévisée)
- 1957 : Perry Mason (série télévisée)
- 1958 : L'Homme à la carabine (The Rifleman) (série télévisée)
- 1959 : Fais ta prière... Tom Dooley (The Legend of Tom Dooley)
- 1959 : Law of the Plainsman (série télévisée)
- 1959-1964 : Rawhide (série télévisée), plusieurs épisodes
- 1960 : Insight (série télévisée)
- 1960 : The Young Juggler (téléfilm)
- 1960 : Échec et mat (Checkmate) (série télévisée)
- 1960 : The Westerner (en) (série télévisée)
- 1960 : The Best of the Post (série télévisée)
- 1960 : Thriller (série télévisée)
- 1961 : Les Accusés (The Defenders) (série télévisée)
- 1961 : Alcoa Premiere (en) (série télévisée)
- 1962 : Empire (série télévisée)
- 1962 : Combat ! (Combat!) (série télévisée)
- 1964 : La Quatrième Dimension, série télévisée, "Sonde 7 Fort et Clair" (saison 5)
- 1968 : Pendez-les haut et court (Hang 'Em High)
- 1970 : Le Secret de la planète des singes (Beneath the Planet of the Apes)
- 1970 : Night Slaves (en) (téléfilm)
- 1971 : Dr. Cook's Garden (téléfilm)
- 1971 : Yuma (en) (téléfilm)
- 1971 : Five Desperate Women (téléfilm)
- 1971 : Do Not Fold, Spindle, or Mutilate (téléfilm)
- 1972 : The Bravos (téléfilm)
- 1972 : Sandcastles (téléfilm)
- 1973 : The Baby
- 1973 : The Harrad Experiment
- 1973 : Magnum Force
- 1975 : Baretta (Baretta) (série télévisée)
- 1975 : Columbo : Immunité diplomatique (A Case of Immunity) (série télévisée)
- 1975 : L'Infirmière de la compagne casse-cou (Whiffs)
- 1976 : Columbo : Question d'honneur (A Matter of Honor) (série télévisée)
- 1976 : Ark II (série télévisée)
- 1977 : Future Cop (série télévisée)
- 1978 : Le Merdier (Go Tell the Spartans)
- 1978 : Le Commando des tigres noirs (Good Guys Wear Black)
- 1979 : The Girls in the Office (téléfilm)
- 1979 : Diary of a Teenage Hitchhiker (téléfilm)
- 1980 : B.A.D. Cats (série télévisée)
- 1980 : Beyond Westworld (série télévisée)
- 1980 : Nightkill
- 1981 : Cagney et Lacey (téléfilm)
- 1986 : Stagecoach (téléfilm)
- 1992 : The Human Shield
- 1999 : 4 Faces
- 2000 : Old Pals

### Autres
- 1960 : Startime (série télévisée), épisode The Young Juggler - scénariste
- 1972 : The Bravos (téléfilm) - scénariste (non crédité)
- 1973 : The Baby - caméo (un joueur de fléchettes à la fête d'anniversaire) (non crédité)